# Дахвиг
Дахвиг (нем. Dachwig) — община в Германии, в земле Тюрингия. 
Входит в состав района Гота. Подчиняется управлению Фанер Хёэ.  Население составляет 1584 человека (на 31 декабря 2010 года). Занимает площадь 12,66 км².